# Исаченко, Александр Васильевич
Алекса́ндр Васи́льевич Иса́ченко (нем. Aleksandr Issatschenko, 21 декабря 1910, Санкт-Петербург — 19 марта 1978, Клагенфурт) — чехословацкий и австрийский лингвист русского происхождения, профессор, член академий наук Чехословакии, Австрии и др. Труды по современному русскому языку, истории русского языка, славистике, теории грамматики, а также по методике преподавания русского языка.

## Биография
Родился в семье адвоката. Дед Александра Васильевича, товарищ обер-прокурора Сената Василий Лаврентьевич Исаченко, был известным правоведом, автором многочисленных работ по юриспруденции. Его дядя, Борис Лаврентьевич Исаченко, — известный ботаник и микробиолог, академик АН СССР. Его старшая сестра, Татьяна Васильевна, была артисткой балета и балетмейстером и жила в Берлине.
Эмигрировав после революции, родители Александра Васильевича обосновались в Клагенфурте (Австрия). В 1933 году он закончил Венский университет, после чего стажировался в Париже и Праге. Был одним из ближайших учеников Н. С. Трубецкого (впоследствии стал мужем его старшей дочери Елены).
Преподавал в Вене (1935—1938), Любляне (1939—1941), где защитил докторскую диссертацию, посвященную описанию одного из словенских диалектов Каринтии (1939). Затем, до 1968 года, работал в разных университетах и институтах Чехословакии (в 1960—1965 годах работал также в Восточном Берлине).
После пражских событий 1968 года, заставших его в Австрии, принял решение не возвращаться в Чехословакию. В 1968—1971 годах преподавал в Калифорнийском университете в Лос-Анджелесе (США), в 1971—1978 годах — вновь в Клагенфурте (Австрия). В странах советского блока на его имя в это время был наложен запрет.
Оставил воспоминания о своей жизни (опубликованы в немецком переводе в 2003 году).

## Вклад в науку
Основная область интересов — синхронная и историческая морфология русского языка; занимался также историей русской литературы, в том числе особенностями языка «Слова о полку Игореве». К описанию русской морфологии пытался приложить идеи старшего поколения структуралистов Пражской школы, позднее — некоторые идеи трансформационной грамматики. Автор нескольких грамматических описаний современного русского языка, из которых наиболее известна двухтомная монография «Грамматический строй русского языка в сопоставлении с словацким». Эта грамматика, в ряде отношений устаревшая, тем не менее до сих пор сохраняет свою значимость как попытка целостного структурного описания русской грамматической системы с элементами внутриславянского типологического сопоставления. Для описания особенностей приставочного словообразования русского глагола Исаченко ввёл термин «совершаемость» (соответствующий нем. Aktionsart), имевший популярность в 1960—1980-е гг. Хорошо зная современные ему европейские и американские лингвистические теории, Исаченко также нередко выступал как проницательный критик работ традиционных русистов «виноградовской школы», в том числе академических грамматик русского языка.
Автор работы по альтернативной истории «Если бы в конце XV века Новгород одержал победу над Москвой».
Основатель журнала Russian Linguistics (1974), первого специализированного международного журнала по русскому языку.

## Основные работы
- Грамматический строй русского языка в сопоставлении с словацким: Морфология. Bratislava, ч. I, 1954 (2 изд. 1965), ч. II, 1960; репринтное издание в одном томе: М.: «Языки славянской культуры», 2003. — ISBN 5-94457-147-0
- Die russische Sprache der Gegenwart: Formenlehre, Teil 1. Halle (Saale), 1960; 4 изд.: Mϋnchen, 1995.
- Opera selecta. München, 1976.
- Geschichte der russischen Sprache, I—II. Heidelberg, 1980—1983 (фрагменты неоконченной исторической грамматики русского языка)

Полная библиография работ А. В. Исаченко опубликована в юбилейном сборнике Studia linguistica Alexandro Vasilii filio Issatschenko a collegis amicisque oblata, Dordrecht: de Ridder, 1977.
- Исаченко А. В. О скрытых грамматических категориях. Лекция на лингвистическом семинаре в Клагенфурте (Австрия). // Незабытые голоса России: Звучат голоса отечественных филологов. Вып. I. — М.: Языки славянских культур, 2009. — С. 126—130. ISBN 978-5-9551-0327-3 Записал К. Саппок в 1976 г. Запись хранится в фонотеке ИРЯ им. В. В. Виноградова РАН.